# Sofîne, Horol
Sofîne (în ucraineană Софине) este un sat în comuna Andriivka din raionul Horol, regiunea Poltava, Ucraina.

## Demografie
Componența lingvistică a localității Sofîne
     Ucraineană (99,46%)
     Alte limbi (0,54%)
Conform recensământului din 2001, majoritatea populației localității Sofîne era vorbitoare de ucraineană (99,46%), existând în minoritate și vorbitori de alte limbi.